# Pipitaña
La pipitaña ( o pepitaña) es una especia de flauta rústica hecha con caña de trigo, avena, cebada, u otras hierbas de tallo crecido y consistente, fabricada cortando la caña por un nudo y dejando el otro extremo libre. Tiene un sonido chillón a modo de pito.
Por extensión se llaman pepitañas a las cañas de los oboes y también a cuanto suena de modo agudo o chillón.
- Datos: Q6076612